# Eggthér
En la mitología nórdica, Eggthér, Eggþér o Egdir es un gigante que es descrito, sentado en un túmulo tocando alegremente su arpa mientras el gallo rojo Fjalar comienza a cantar, anunciando el comienzo del Ragnarök.
De acuerdo a la estrofa 42 del poema La profecía de la vidente (Völuspá) de la Edda poética:
"Se sentó en el túmulo, | y punteó su arpa,
el alegre Eggther | el vigilante de los gigantes,
un gallo cantó en Galgvid
ese gallo joven, rojo brillante que es llamado Fjalar"

— Völuspá, estrofa 42, Edda poética.

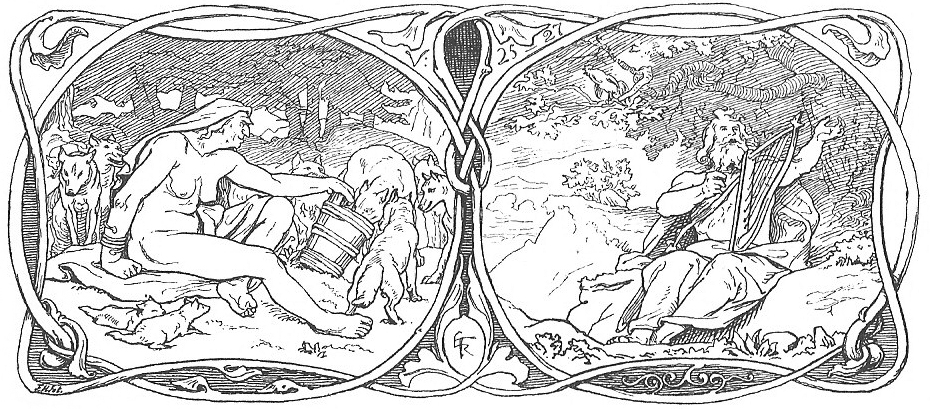
Ilustración para la parte correspondiente a La profecía de la vidente de la traducción danesa de Karl Gjellerup de los Edda (Den ældre Eddas Gudesange, 1895): una giganta alimentando lobos, y Eggthér tocando el arpa mientras el gallo Fjalar anuncia el comienzo del Ragnarök.

La identidad del gigante es desconocida, pero de acuerdo a John Lindow puede ser el mismo que es descrito en las estrofa 40 del mismo poema, que residía en el bosque de Járnvid y engendró los vástagos de Fenrir (que frecuentemente es identificado con Angrboda). También señala que el nombre de Eggther es idéntico al de Ecgtheow, el padre de Beowulf del poema épico anglosajón del mismo nombre. Sin embargo está de acuerdo con Andy Orchard quien propone en su Dictionary of Norse Myth and Legend que este paralelo parece ser sólo un elemento de distracción de la trama principal.